# Rio Bârzetea
O Rio Bârzetea é um rio da Romênia afluente do Rio Budac, localizado no distrito de Bistriţa-Năsăud.